# Cteniloricaria
Cteniloricaria is een geslacht van straalvinnige vissen uit de familie van de harnasmeervallen (Loricariidae).

## Soorten
- Cteniloricaria maculata (Boeseman, 1971)
- Cteniloricaria napova Covain & Fisch-Muller, 2012
- Cteniloricaria platystoma (Günther, 1868)